# Szigetszentmiklós-Gyártelep HÉV-állomás
Szigetszentmiklós-Gyártelep HÉV-állomás (korábban Dunai Repülőgépgyár) egy HÉV-állomás, melyet a MÁV-HÉV Helyiérdekű Vasút Zrt. (MÁV-HÉV) üzemeltet Szigetszentmiklós településen. Az azonos nevű városrész központjában helyezkedik el, az 51 101-es és 51 104-es számú mellékutak keresztezése közelében. A közelében üzemel Szigethalom autóbusz-állomás, amely számos helyközi és helyi buszjárat végállomása. 

## Forgalom
| Járat | Útvonal | Gyakoriság       |
| ----- | --- | ---------------- |
|       | Budapest, Közvágóhíd – (Kén utca –) Pesterzsébet felső – Torontál utca – Soroksár felső – Soroksár, Hősök tere – Szent István utca – Millenniumtelep – Dunaharaszti felső – Dunaharaszti külső – Szigetszentmiklós – József Attila-telep – Szigetszentmiklós alsó – Szigetszentmiklós-Gyártelep – Szigethalom – Szigethalom alsó – Tököl                                                                                             | 20-60 percenként |
|       | Budapest, Közvágóhíd – (Kén utca –) Pesterzsébet felső – Torontál utca – Soroksár felső – Soroksár, Hősök tere – Szent István utca – Millenniumtelep – Dunaharaszti felső – Dunaharaszti külső – Szigetszentmiklós – József Attila-telep – (Szigetszentmiklós alsó –) Szigetszentmiklós-Gyártelep – Szigethalom – Szigethalom alsó – Tököl – Szigetcsép – Szigetszentmárton-Szigetújfalu – (Horgásztanyák – Angyalisziget –) Ráckeve | 20-60 percenként |

## Megközelítés tömegközlekedéssel
- Elővárosi busz:  660, 661, 663, 664, 665, 667, 668, 672, 673, 674, 675, 676, 684, 689, 690, 691, 692, 693, 694, 695, 696